# Honda P1

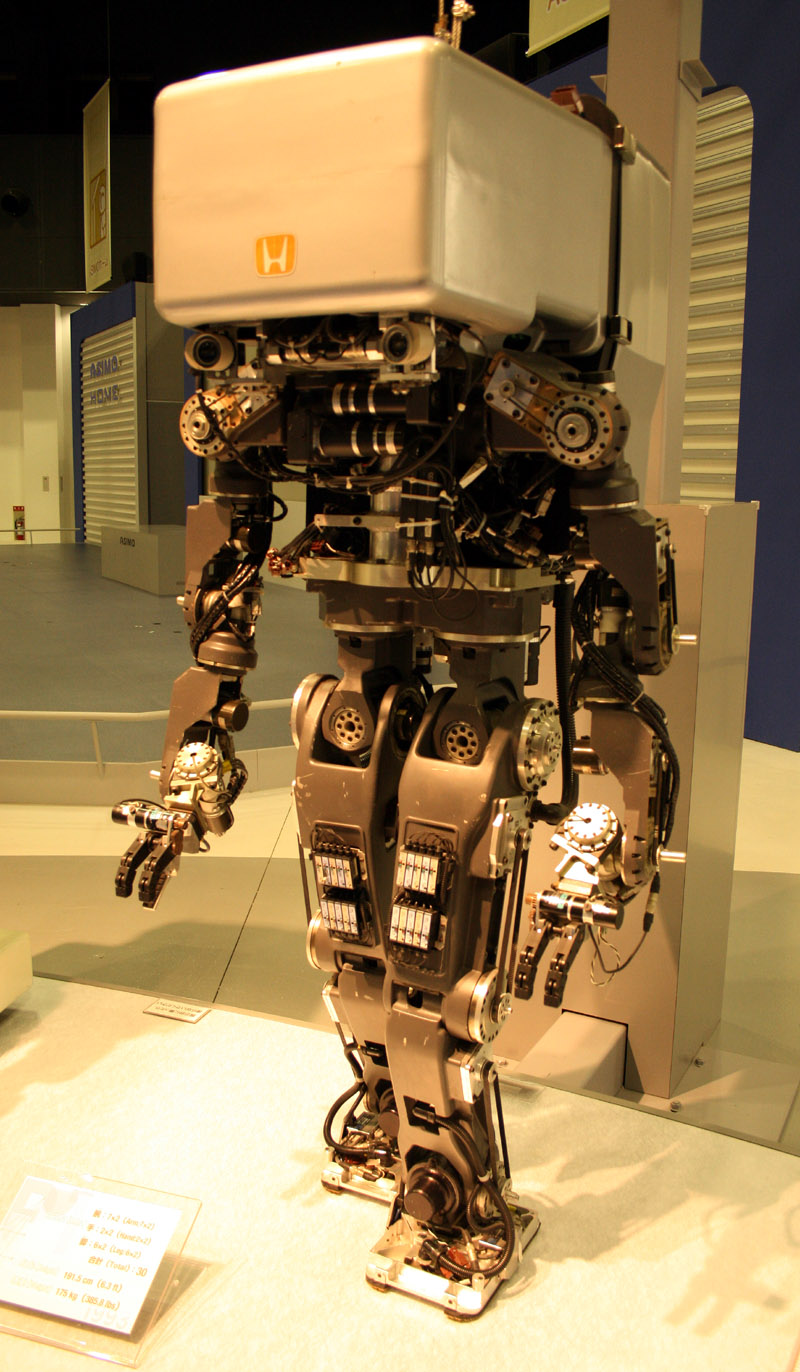
Honda P1

P1 je humanoidní robot společnosti Honda.
Vyvíjený byl v letech 1993 až 1997. Byl to první robot společnosti Honda, který měl tělo a horní končetiny, takže jej lze považovat za jejího prvního humanoida. Jeho následovníkem byl robot P2.
P1 byl vysoký 1,915 m a měl hmotnost 175 kg, řídící počítač a zdroj energie měl umístěný na zádech. Byl schopen přepnout polohu vypínače osvětlení a otevřít dveře použitím kliky.